# 한국조선해양플랜트협회
한국조선해양플랜트협회는 기업간 협동을 통해 시장 정보체제의 강화, 상호 이익 증진, 선박 수출진흥 등의 목적으로 설립된 대한민국 조선회사들이 기업 단체이다. 회원사는 대한민국을 대표하는 9개의 주요 조선업 기업으로 이루어져 있다.

## 역사
1977년 7월, 민법에 의거하여 대한민국 조선회사들이 모여 한국조선공업협회를 창립했다. 1986년 특별 법인으로 전환했고 2007년에 한국조선협회로 이름을 바꿨고 2013년 4월에 한국조선해양플랜트협회로 명칭을 변경했다.

## 조직
현재, 한국조선해양플랜트협회장은 대우조선해양의 이성근 사장이 맡고 있으며 협회에 상근하지는 않는다. 2016년 이후 상근 부회장은 없고 사무국 중심으로 운영되고 있다.